# Swainsona villosa
Swainsona villosa är en ärtväxtart som beskrevs av John McConnell Black. Swainsona villosa ingår i släktet Swainsona och familjen ärtväxter. Inga underarter finns listade i Catalogue of Life.

## Bildgalleri

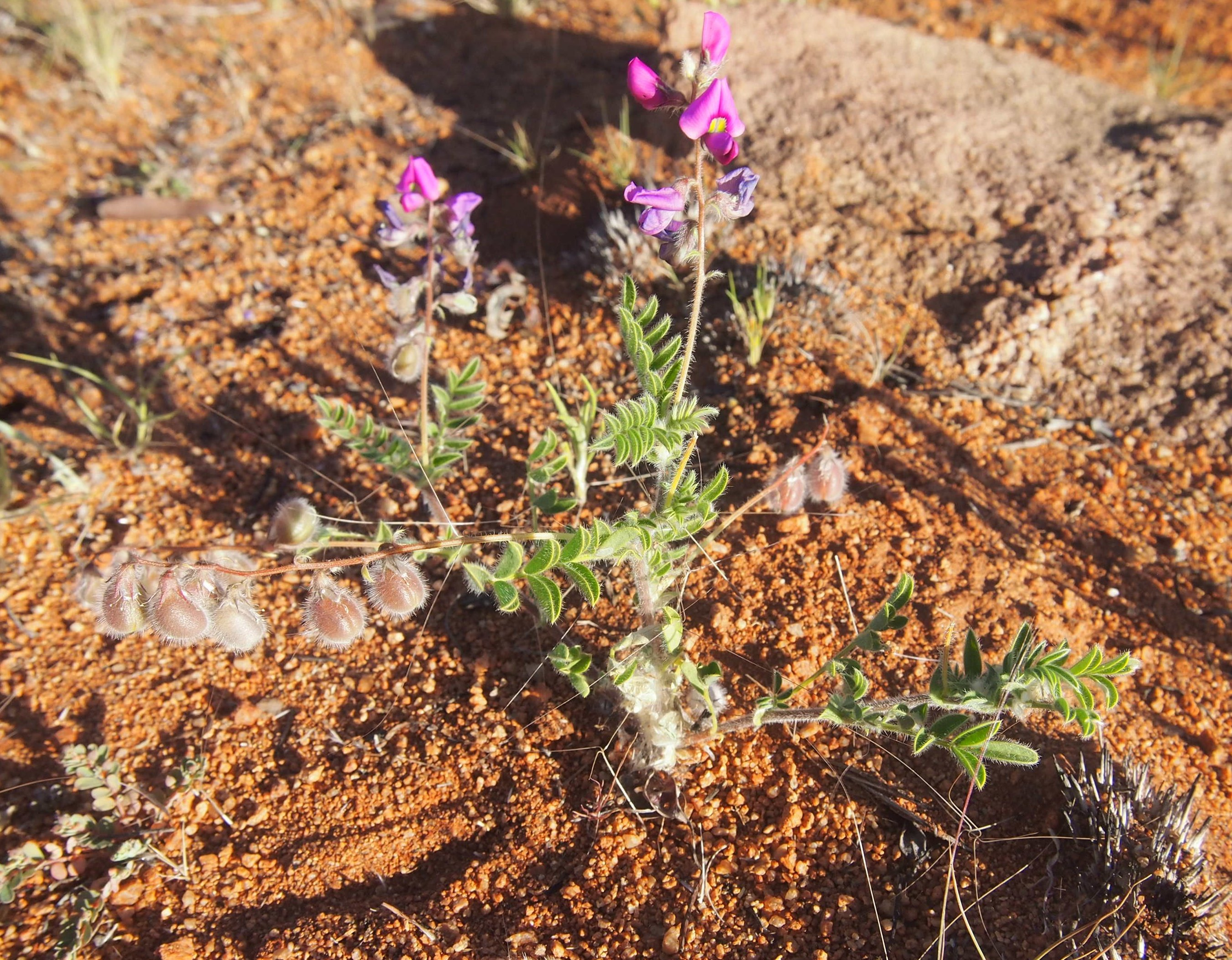
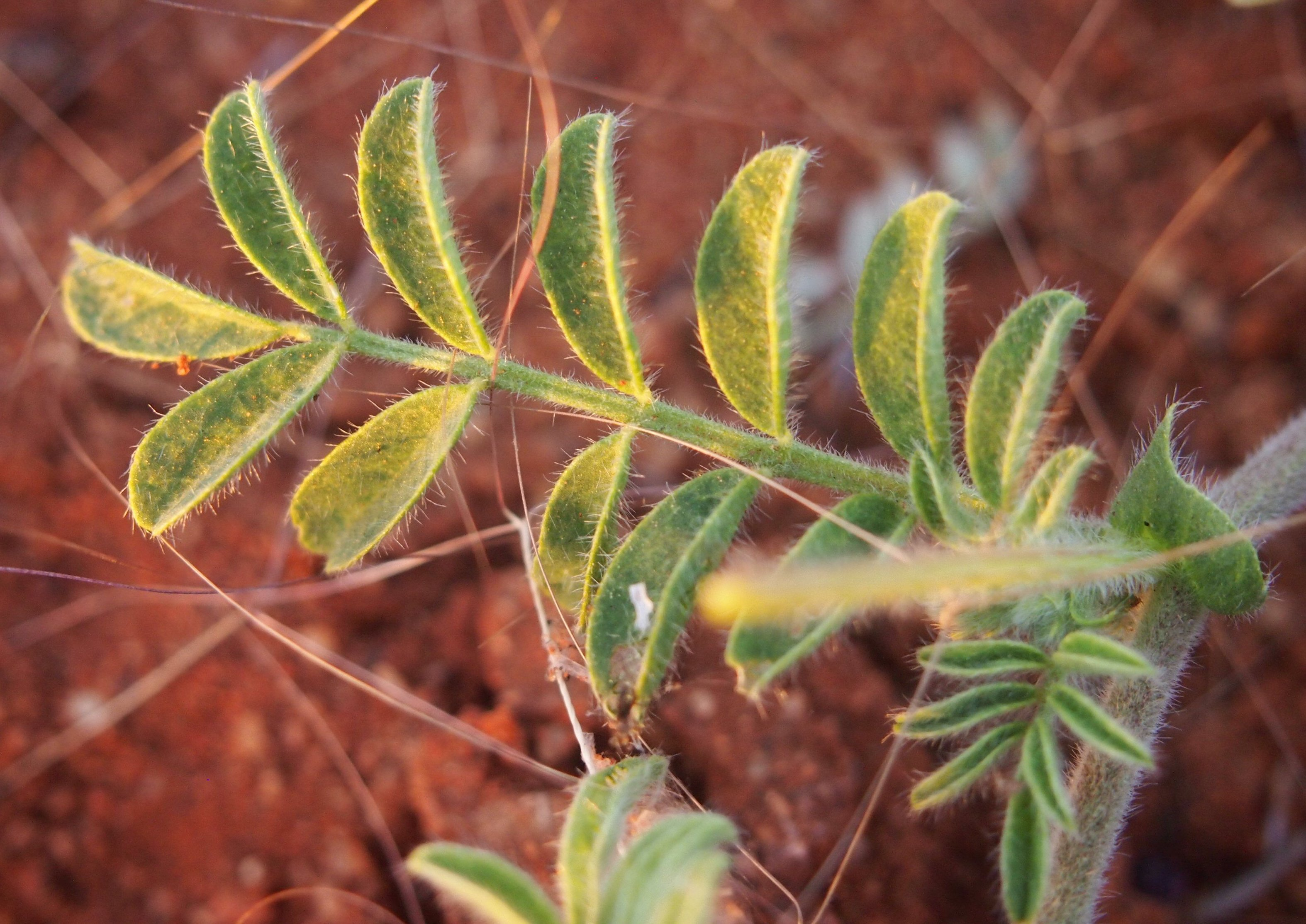
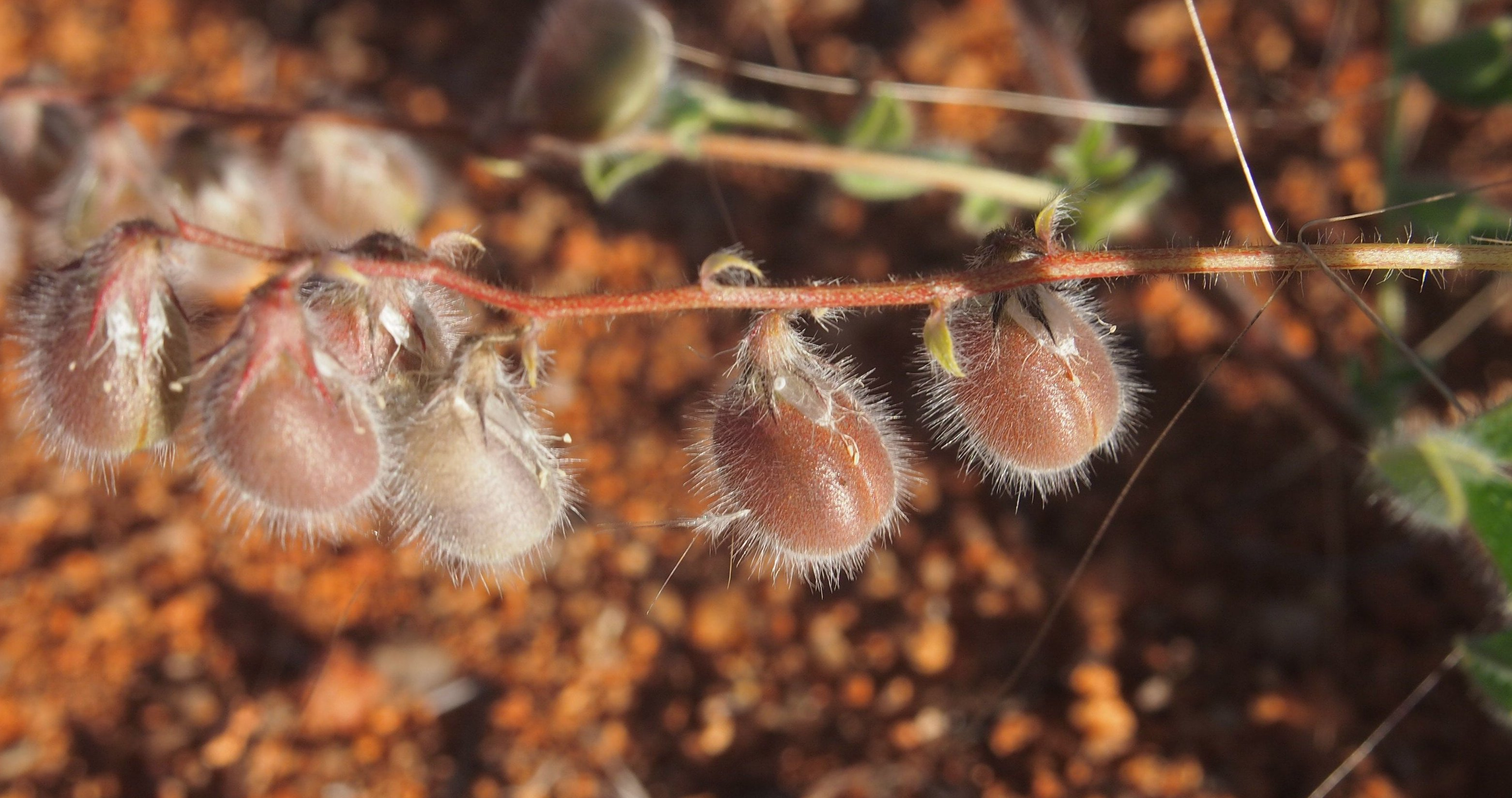
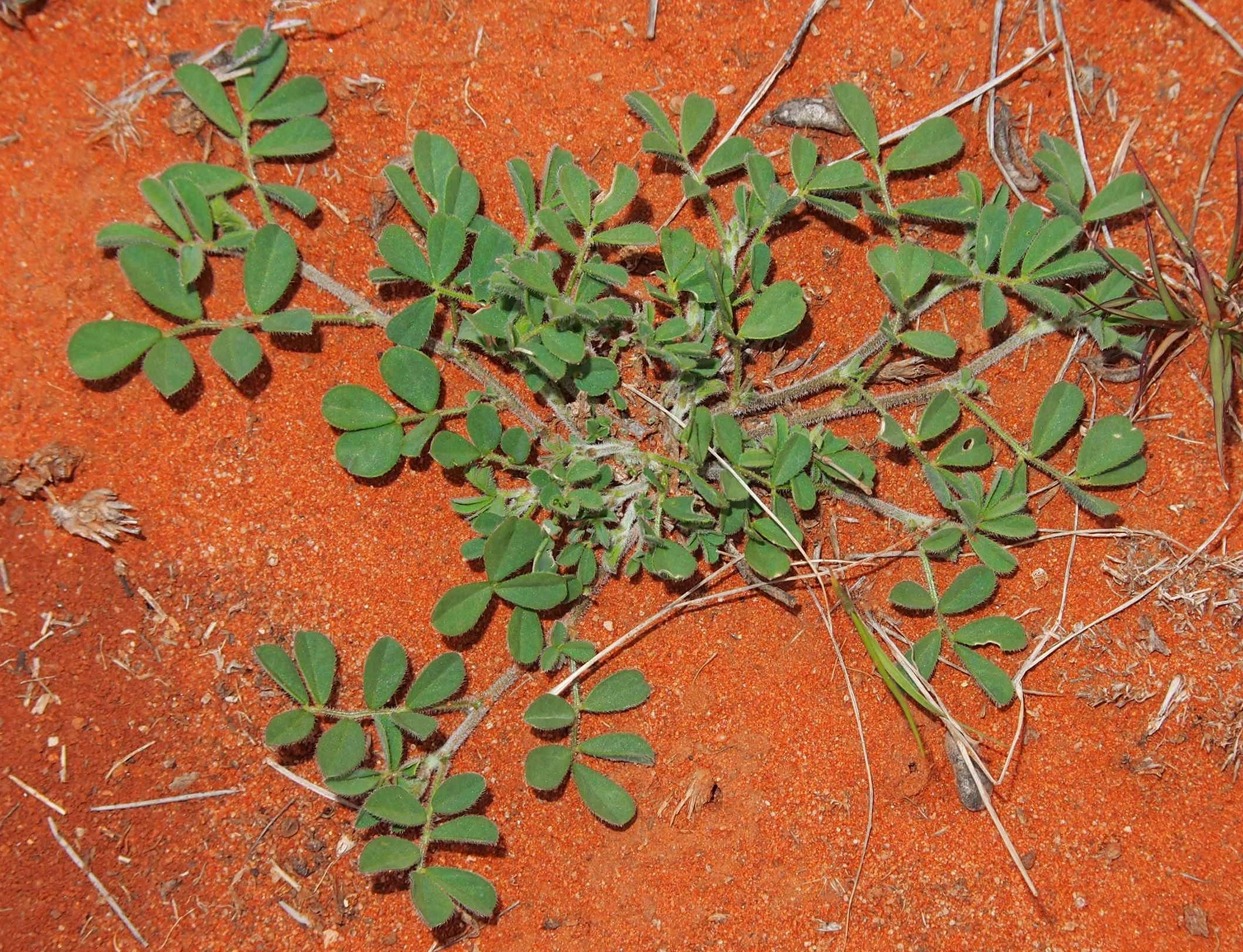